# Paedocypris progenetica
Paedocypris progenetica là loài cá chép đặc hữu của Indonesia, sinh sống ở các đầm và suối. Đây là loài cá nhỏ nhất thế giới, con cái đạt kích thước lớn nhất 10,3 mm, con đực 9,8 mm và cá thể trưởng thành nhỏ nhất là một con cái dài 7,9 mm.